# Деменцев, Виктор Владимирович
Виктор Владимирович Деменцев (21 августа 1918, Могоча, Читинская область — 27 декабря 2010, Москва) — советский государственный деятель, председатель правления Госбанка СССР (1986–1987). Кандидат в члены ЦК КПСС (1986–1989).

## Биография
В 1934–1937 работал счетоводом, а затем бухгалтером в Якутзолотопродснабе в Читинской области. Затем – бухгалтер «Главзолота», главный бухгалтер, заведующий райфинотделом (районным финансовым отделом) Усть-Большерецкого района Камчатской области, заведующий Корякским окружным финансовым отделом, заместитель председателя Корякского окрисполкома. 
В 1939 году окончил двухгодичные курсы бухгалтеров при Краевом финансовом отделе в Хабаровске и в течение последующих пяти лет был главным бухгалтером, заведующим райфинотделом, заведующим окружным финотделом в сёлах Камчатской области. В 1940 году вступил в ВКП(б). В 1944 перешёл на работу в контрольно-ревизионные органы. До 1947 был старшим контролером-ревизором сначала по Корякскому округу, а потом по Камчатской области. В течение последующих двух лет учился на высших финансовых курсах в Ленинграде. После их окончания был назначен заведующим областным финансовым отделом в городе Горно-Алтайске, проработал в этой должности пять лет, одновременно окончил Всесоюзный заочный финансовый институт (ныне Финансовый университет при Правительстве Российской Федерации).
В 1949–1963 годах — заведующий Горно-Алтайским облфинотделом, заместитель председателя облисполкома, заведующий Ярославским облфинотделом, заместитель председателя Ярославского облисполкома, начальник управления государственных доходов, член коллегии Министерства финансов РСФСР.
В 1955–1956 учился в Финансовой академии в Ленинграде. После её окончания был назначен заведующим областным финансовым отделом, а с 1959 по 1962 г. являлся заместителем председателя облисполкома в Ярославле.
В 1962 перешёл на работу в Министерство финансов РСФСР на должность начальника управления госдоходов. Через полтора года был назначен на должность заместителя министра.
В 1965 переведён в Министерство финансов СССР на должность заместителя министра. В 1973–1986 гг. — первый заместитель министра финансов СССР.
В 1986 Деменцев был назначен на должность Председателя Правления Государственного банка СССР. В 1987 он был освобождён от этой должности в связи с уходом на пенсию.
Умер 27 декабря 2010 года в Москве. Похоронен на Новодевичьем кладбище .

## Семья
- первая жена — Зинаида Сергеевна Кокунова. Умерла в 1995 году
- дочь Елена
- дочь Евгения
- сын Виктор
- вторая жена – Зинаида Александровна Кеменова.

## Награды
- Орден Ленина,
- Орден Октябрьской Революции,
- два ордена Трудового Красного Знамени.